# Xã Northfield, Quận Rice, Minnesota
Xã Northfield (tiếng Anh: Northfield Township) là một xã thuộc quận Rice, tiểu bang Minnesota, Hoa Kỳ. Năm 2010, dân số của xã này là 842 người.